# Capsula renale

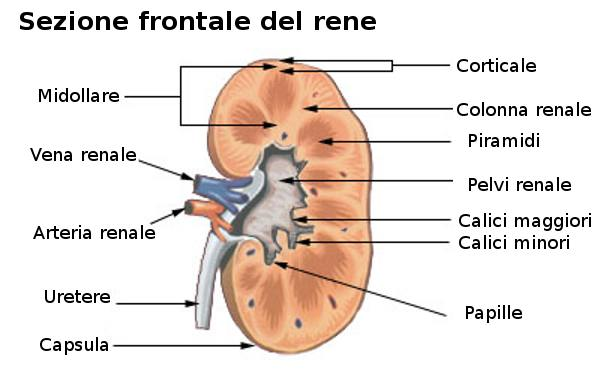
Sezione frontale attraverso il rene

La capsula renale è uno strato connettivale fibroso che avvolge il rene ed è ricoperto da uno spesso strato di tessuto adiposo perirenale. Esso fornisce una certa protezione da traumi e danni.
La capsula renale prende rapporto con gli altri strati nel seguente ordine (procedendo dalla più interna alla più esterna):
1. midollare renale
2. corticale renale
3. capsula renale
4. grasso perirenale
5. fascia renale
6. peritoneo (anteriormente), e fascia trasversale (posteriormente).

## Capsula adiposa
Al di fuori della capsula renale, costituita da tessuto connettivo fibroso, è presente uno strato di grasso bruno perirenale che costituisce la capsula perirenale che generalmente non risente di influenze metaboliche. Al di fuori della capsula renale è presente un ulteriore strato di grasso detto pararenale. A causa di patologie o di forti dimagrimenti questo grasso può ridursi causando ptosi renale.